# Pedrera
Pedrera er en by og kommune i det sydlige Spanien i provinsen Sevilla. Den har et indbyggertal på 5.085 (2024) indbyggere.